# Eltronic Group
Eltronic Group A/S er en international dansk industrivirksomhed med hovedkvarter i Hedensted. De har virksomhed indenfor vedvarende energi, power-to-X, life sciences, infrastruktur og sustainable manufacturing.
Datterselskaber i koncernen inkluderer Enabl, Eltronic Fueltech, Eltronic, Dynatest og DataIntelligence. Ingeniørvirksomheden Eltronic, blev som den første i koncernen etableret i 1993. Eltronic Group er ejet af Lars Jensen. Virksomheden har 1.273 ansatte (2024). I regnskabsåret 2023/24 omsatte de for 2,067 mia. kroner.